# وزارة الصحة (ألمانيا)
الوزارة الاتحادية للصحة (بالألمانية: Bundesministerium für Gesundheit) تُختصر BMG، هي وزارة اتحادية في جمهورية ألمانيا الاتحادية يقع مقرها الرئيسي في بون ولها مقر فرعي في مدينة برلين. يرأس الوزارة منذ 8 ديسمبر 2021 كارل لاوترباخ من الحزب الديمقراطي الاجتماعي (SPD).

## تاريخ
تأسست الوزارة في عام 1961 باسم وزارة شؤون الصحة ودُمجت في وزارة الأسرة والشباب في عام 1969 والتي أصبحت تسمى وزارة الشباب والأسرة والصحة (اليوم وزارة الأسرة وكبار السن والنساء والشباب).
بعد إعادة تسميتها في عام 1986 لتصبح وزارة الشباب والأسرة والمرأة والصحة فُصلت وزارة الصحة في عام 1991 بحيث عادت إلى سابق عهدها. من خلال هذا الفصل تلقت وزارة الصحة قسم «الرعاية الصحية والتأمين الصحي» من وزارة العمل والشؤون الاجتماعية وهو أمر ضروري للسياسة الصحية، لتصبح منذ ذلك الحين الجهة الفاعلة في السياسة الصحية. في عام 2002 تم توسيع صلاحيات الوزارة لتشمل المجال الاجتماعي (المعاشات التقاعدية وتأمين الرعاية طويلة الأجل) (بسبب دمج وزارة العمل مع وزارة الاقتصاد) وبالتالي سميت وزارة الصحة والضمان الاجتماعي. في عام 2005 أعيدت مسؤولية المعاشات التقاعدية إلى وزارة العمل والشؤون الاجتماعية، ومنذ ذلك الحين تم تغيير الاسم ليصبح وزارة الصحة.

## مسؤوليات وزارة الصحة
وزارة الصحة الاتحادية هي المسؤولة عن:
- الحفاظ على فعالية وكفاءة التأمين الصحي القانوني وتأمين الرعاية طويلة الأجل
- ضمان جودة النظام الصحي ومواصلة تطويره
- تعزيز مصالح المرضى
- الحفاظ على الجدوى الاقتصادية واستقرار معدلات المساهمة
- الرعاية الصحية الوقائية
- الحماية من العدوى
- وضع المبادئ التوجيهية للتصنيع والتجارب السريرية والموافقة وقنوات التوزيع ورصد الأدوية والأجهزة الطبية. الأهداف هي:
  - الجودة والفعالية الطبية والسلامة
  - سلامة المنتجات الطبية البيولوجية مثل منتجات الدم
- المخدرات والوقاية من خطر الإدمان
- سياسة الوقاية وإعادة التأهيل والإعاقة
  - إعادة التأهيل الطبي والمهني
  - قانون الإعاقة
  - تقديم المساعدة للمعوقين وتعزيز مصالحهم
- السياسة الصحية الأوروبية والدولية، بما في ذلك العمل المسؤول عن مكافحة المخدرات في الحكومة الاتحادية وتأمين مظالم المرضى.

## الدور الإشرافي
تتولى وزارة الصحة الاتحادية مسؤولية الإشراف الشامل (انضباطي) للمؤسسات الحكومية التالية:
- المعهد الاتحادي للأدوية والأجهزة الطبية في بون
- المركز الاتحادي للتثقيف الصحي في كولونيا
- المعهد الألماني للتوثيق والمعلومات الطبية في كولونيا
- معهد باول إرليش (المعهد الاتحادي للقاح والطب الحيوي) في لانغن
- معهد روبرت كوخ (المعهد الاتحادي للأمراض المعدية وغير المعدية) في برلين

## الوزراء
الحزب السياسي:

  CSU

  CDU

  FDP

  SPD

  الخضر
| الاسم (مواليد–وفاة)                | الاسم (مواليد–وفاة)              | الصورة          | الحزب           | فترة شغل المنصب      | فترة شغل المنصب      | المستشار (الحكومة)                              |
| وزير شؤون الصحة                    | وزير شؤون الصحة                  | وزير شؤون الصحة | وزير شؤون الصحة | وزير شؤون الصحة      | وزير شؤون الصحة      | وزير شؤون الصحة                                 |
| ---------------------------------- | -------------------------------- | --------------- | --------------- | -------------------- | -------------------- | ----------------------------------------------- |
| 1                                  | إليزابيث شفارتسهاوبت (1901–1986) |                 | CDU             | 14 تشرين الثاني 1961 | 30 تشرين الثاني 1966 | كونراد أديناور (IV • V) لودفيغ إيرهارت (I • II) |
| 2                                  | كيته شتروبل (1907–1996)          |                 | SPD             | 1 كانون الأول 1966   | 21 تشرين الأول 1969  | كورت غيورغ كيزينغر (I)                          |
| وزير الشباب والأسرة والصحة         |                                  |                 |                 |                      |                      |                                                 |
| (2)                                | كيته شتروبل (1907–1996)          |                 | SPD             | 22 تشرين الأول 1969  | 15 كانون الأول 1972  | ويلي براندت (I)                                 |
| 3                                  | كاتارينا فوكه ‏ (1922–2016)       |                 | SPD             | 15 كانون الأول 1972  | 14 كانون الأول 1976  | ويلي براندت (II) هلموت شميت (I)                 |
| 4                                  | أنتيه هوبر ‏ (1924–2015)          |                 | SPD             | 16 كانون الأول 1976  | 28 نيسان 1982        | هلموت شميت (II • III)                           |
| 5                                  | أنكه فوكس (1937–2019)            |                 | SPD             | 28 نيسان 1982        | 1 تشرين الأول 1982   | هلموت شميت (III)                                |
| 6                                  | هاينر غايسلر (1930–2017)         |                 | CDU             | 4 تشرين الأول 1982   | 26 أيلول 1985        | هلموت كول (I • II)                              |
| 7                                  | ريتا زوسموت (1937)               |                 | CDU             | 26 أيلول 1985        | 5 حزيران 1986        | هلموت كول (II)                                  |
| وزير الشباب والأسرة والمرأة والصحة |                                  |                 |                 |                      |                      |                                                 |
| (7)                                | ريتا زوسموت (1937)               |                 | CDU             | 6 حزيران 1986        | 9 كانون الأول 1988   | هلموت كول (II • III)                            |
| 8                                  | أورسولا لير (1930)               |                 | CDU             | 9 كانون الأول 1988   | 18 كانون الثاني 1991 | هلموت كول (III)                                 |
| وزير الصحة                         |                                  |                 |                 |                      |                      |                                                 |
| 9                                  | غيردا هاسلفيلت ‏ (1950)           |                 | CSU             | 18 كانون الثاني 1991 | 6 أيار 1992          | هلموت كول (IV)                                  |
| 10                                 | هورست زيهوفر (1949)              |                 | CSU             | 6 أيار 1992          | 26 تشرين الأول 1998  | هلموت كول (IV • V)                              |
| 11                                 | أندريا فيشر (1960)               |                 | الخضر           | 27 تشرين الأول 1998  | 12 كانون الثاني 2001 | غيرهارد شرودر (I)                               |
| 12                                 | أولا شميت (1949)                 |                 | SPD             | 12 كانون الثاني 2001 | 22 تشرين الأول 2002  | غيرهارد شرودر (I)                               |
| وزير الصحة والضمان الاجتماعي       |                                  |                 |                 |                      |                      |                                                 |
| (12)                               | أولا شميت (1949)                 |                 | SPD             | 22 تشرين الأول 2002  | 22 تشرين الثاني 2005 | غيرهارد شرودر (II)                              |
| وزير الصحة                         |                                  |                 |                 |                      |                      |                                                 |
| (12)                               | أولا شميت (1949)                 |                 | SPD             | 22 تشرين الثاني 2005 | 27 تشرين الأول 2009  | أنغيلا ميركل (I)                                |
| 13                                 | فيليب روسلير (1973)              |                 | FDP             | 28 تشرين الأول 2009  | 12 أيار 2011         | أنغيلا ميركل (II)                               |
| 14                                 | دانيال بار (1976)                |                 | FDP             | 12 أيار 2011         | 17 كانون الأول 2013  | أنغيلا ميركل (II)                               |
| 15                                 | هيرمان غروهه ‏ (1961)             |                 | CDU             | 17 كانون الأول 2013  | 14 آذار 2018         | أنغيلا ميركل (III)                              |
| 16                                 | ينس شبان (1980)                  |                 | CDU             | 14 آذار 2018         | 8 كانون الأول 2021   | أنغيلا ميركل (IV)                               |
| 17                                 | كارل لاوترباخ (1963)             |                 | SPD             | 8 كانون الأول 2021   | في المنصب            | أولاف شولتس (I)                                 |

## روابط خارجية
- الموقع الرسمي لوزارة الصحة الاتحادية (بالألمانية)

- الموقع الرسمي لوزارة الصحة الاتحادية (بالإنجليزية)
- المرصد الأوروبي للنظم والسياسات الصحية> معلومات البلدان ألمانيا